# Aktion National Lufthavn
Aktion National Lufthavn (også: Preveza lufthavn, Preveza-Lefkas Lufthavn ) (IATA: PVK, ICAO: LGPZ) (græsk: Κρατικός Αερολιμένας Ακτίου) er en lille international lufthavn, der betjener byerne Preveza og Lefkada i det nordvestlige Grækenland, nær feriestedet Aktion.
| Luftfart | Spire Denne artikel om flyvning er en spire som bør udbygges. Du er velkommen til at hjælpe Wikipedia ved at udvide den. |